# 맥라렌 MP4-21
맥라렌 MP4-21(영어: McLaren MP4-21)은 2006년 포뮬러 원 시즌을 위해 제작된 포뮬러 원 자동차이다. 섀시는 Adrian Newey, Paddy Lowe, Tim Goss, Mike Coughlan 및 Peter Prodromou가 설계했으며 Mario Illien은 맞춤형 메르세데스-벤츠 엔진을 설계했다. 이 차는 MP4-X 네이밍 시스템을 계속 사용하며 팀의 새로운 주 후원자인 에미레이트 항공의 가시성을 극대화하도록 설계된 빨간색 줄무늬가 있는 인상적인 크롬 색상으로 유명하다. 독특한 니들 노즈 디자인은 이전에 2004년 MP4-19에 사용되었다. MP4-21은 엔진 제조업체로서 Ilmor와 11년 동안 파트너십을 맺은 후 순수 메르세데스-벤츠 엔진으로 구동되는 최초의 맥라렌 자동차이다.
이 차는 Kimi Räikkönen과 Juan Pablo Montoya의 손에 의해 시즌을 시작했지만 몇 번의 경주 후에 이 차량이 이전 모델인 MP4-20만큼 경쟁력이 없다는 것이 분명해졌다. 맥라렌은 1996년 이후 처음으로 시즌 내내 레이스에서 우승하지 못했다. 최고의 결과는 오스트레일리아와 이탈리아의 Kimi Räikkönen, 모나코의 Juan Pablo Montoya, 헝가리의 Pedro de la Rosa가 2위를 차지한 것이 특징이다.

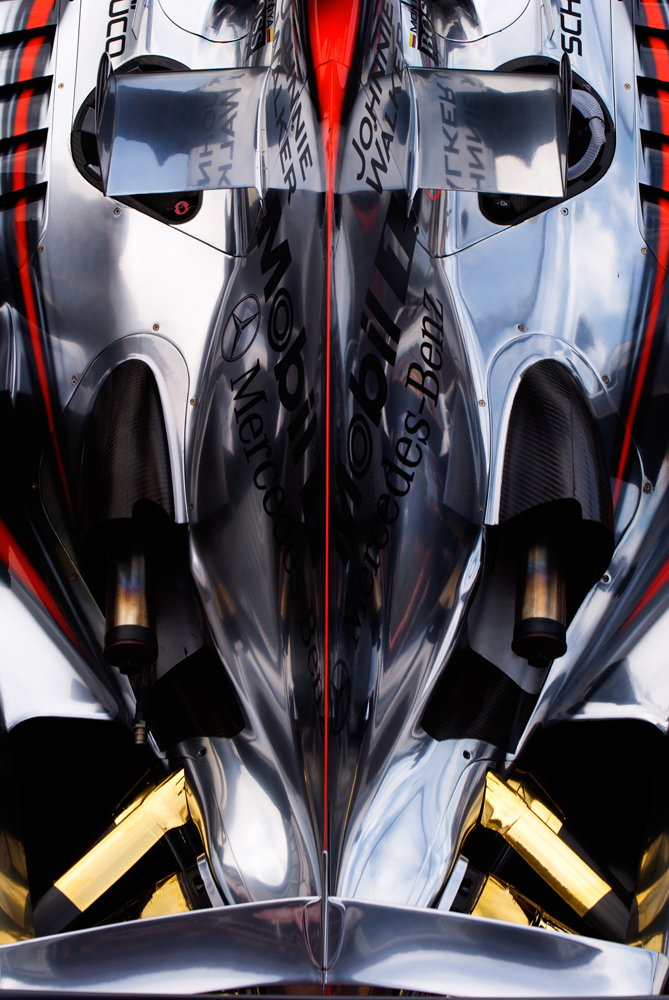
후방
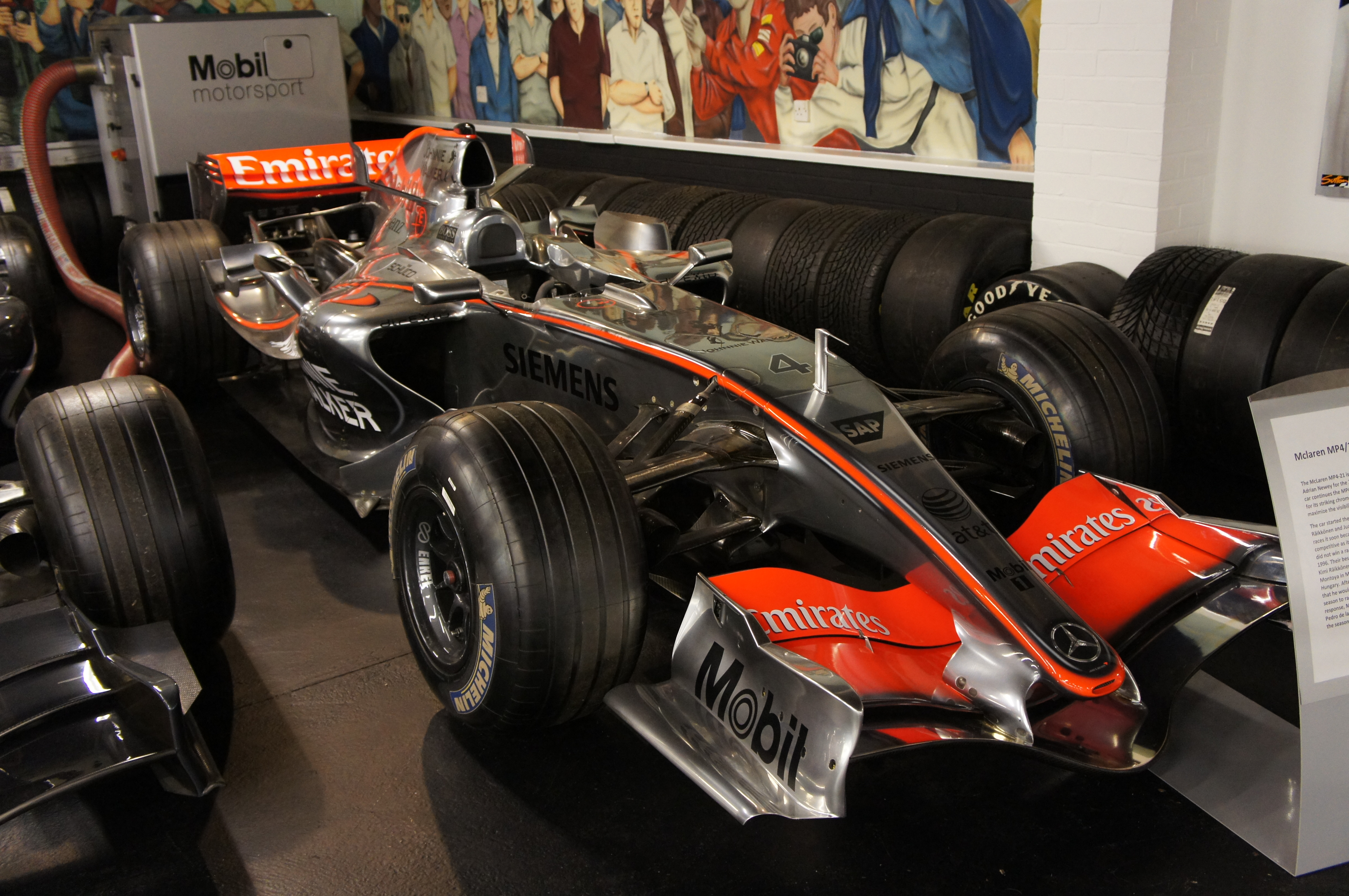
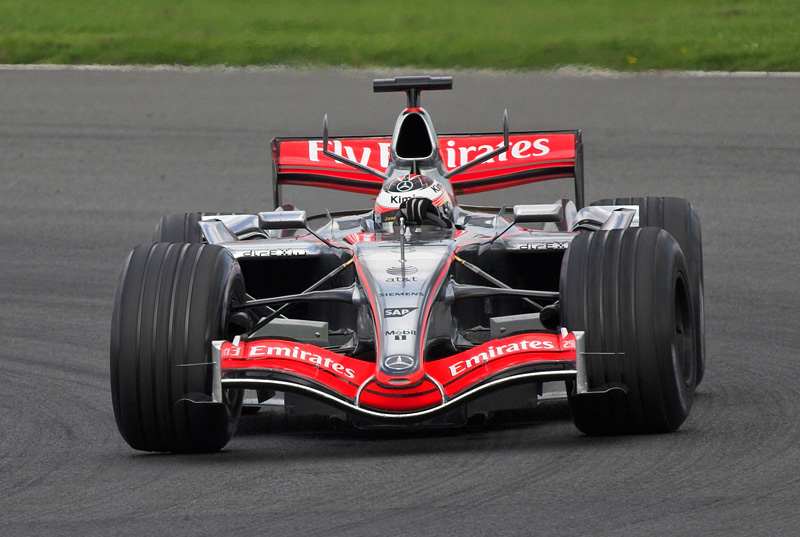
MP4-21을 운전하는 Kimi Räikkönen